# Nahum Heiman
Nahum Heiman sau Nahum Heyman (se accentuează Nahúm Heymán; cunoscut și sub numele Nachum sau Nahcze Heyman ebraică נחום היימן; n. 6 mai 1934 Riga, Letonia - 17 august 2016 Kfar Saba) a fost un compozitor israelian de muzică ușoară, evreu originar din Letonia, unul dintre autorii cei mai apreciați de melodii din genul "cântecului ebraic" ("zemer ivrí").
A fost laureat al premiului de stat al Israelului și președintele Asociației pentru patrimoniul cântecului ebraic.

## Date despre familie și periplul ei în Palestina
Nahum (cunoscut și sub numele diminutiv "Nahcze") Heiman, s-a născut în 1934 la Riga, capitala Letoniei, ca fiu al inginerului Haim Heimann și al soției sale Pnina, funcționară la compania de telecomunicații "Cable and Wireless". În casa lor se vorbea deja ebraica modernă, de asemenea exista o tradiție muzicală bogată: tatăl știa să cânte la balalaică, bunicul pe linie paternă, Menahem Mendel Heimann, care fusese căpitan de spărgător de gheață, cânta la armonică, iar străbunicul fusese, la vremea sa, violonist. În anul 1939, la 5 ani, bunicul, profitând de conexiunile sale marinărești, a reușit să transfere în mod clandestin tânăra familie cu vaporul "Winchester Castle" în Suedia, de unde un prieten i-a ajutat să plece în Africa de Sud. Acolo familia a obținut permisele necesare pentru a emigra în SUA, dar ajungând în portul Haifa din Palestina, unde se constituise nucleul unui Cămin Național Evreiesc sub regimul mandatului britanic, s-a hotărât, la insistențele tatălui, să coboare și să se stabilească acolo. Mama ar fi dorit să continue drumul până în America, dar, după spusele de mai târziu ale compozitorului,

decizia tatălui de a coborî la Haifa le-ar fi adus noroc , deoarece în drumul său mai departe, vaporul cu care călătoriseră ar fi fost în cele din urma scufundat, cu toți pasagerii, în strâmtoarea Gibraltar de o rachetă germană.
Bunicul, rămas la Riga, a fost împușcat în anul 1941 de un militar german în portul Riga, la vârsta de 104 ani. Și tatăl lui Nahum Heiman a fost un longeviv, ajungând să trăiască 101 ani.

## Copilăria și studiile în Palestina, apoi în noul stat Israel
In noua patrie numele de familie Heimann a devenit Heyman sau Heimàn, cu accentul pe ultima silabă. În asocierea lui cu numele familiei Heyman amintite în Biblie și ai cărei membri se numărau printre muzicanții care sunau din "chimvale, lăute și harpe" ,în Templul din Ierusalim 
(Cronici II,5,12) 
,
compozitorul de mai târziu va vedea o predestinare.    
După câteva luni petrecute în tabăra de imigranți de la Shaar Haaliya de lângă Haifa, familia s-a mutat în zona Sharonului, la Magdiel, apoi la Tel Aviv. În copilărie, Nahum a început să învețe pianul. Dar abia luase trei lecții și s-a îmbolnăvit de o formă gravă de poliomielită, cu o paralizie aproape completă, ce a atins și o parte din mușchii respiratori, și care s-a retras treptat în cursul a trei ani. Vreme îndelungată a fost țintuit la pat, conectat la „plămâni de oțel”, apoi a făcut fizioterapie. În cele din urmă, a reușit să supraviețuiască și să revină la viața normală. Rămănând cu niște pareze temporare la mâna dreaptă și la două degete de la mâna stângă, a fost nevoit să întrerupă pianul, dar a izbutit să cânte la acordeon. La 14 ani, în urma divorțului părinților săi, s-a mutat în kibuțul Naan în calitate de "copil extern" și a avut astfel șansa de a se afla sub îndrumarea unor reprezentanți iluștri ai așezării și, în acelaș timp, ai muzicii israeliene în formare, dirijorul de cor Yehuda Oren și compozitorul David Zehavi. 
După ce mama sa s-a recăsătorit, Nahum s-a mutat în locuința ei din localitatea Rehovot, unde a compus la vârsta de 17 ani (1951) primul său cântec  - „Nitzanim nirú baáretz”(„Se arată florile pe câmp”), inspirat de Cântarea Cântărilor (2,11). 
Deoarece i-a fost greu să se înțeleagă cu tatăl său vitreg, a părăsit casa mamei și s-a stabilit în satul Kfar Hamakabi, unde a făcut cunoștință cu compozitorul Matityahu Shelem din kibuțul vecin, Ramat Yohanan. Împreună cu Shelem a dus oile la păscut și în același timp a primit de la el lecții suplimentare de muzică. Tot la Ramat Yohanan a luat și lecții de dans de la profesoara și coregrafa Lea Bergstein.  Mai târziu, Heiman a devenit acordeonist al cercurilor de dansuri populare organizate de Gurit Kadman, una din deschizătoarele de drum ale acestui domeniu în Israel.   
În cadrul serviciului militar Nahum Heiman a servit în unitatea de divertisment a Tineretului militar agricol (Nahal) ca acordeonist locțiitor pe lângă colegul său originar din România, Dubi Zeltzer.  Ca soldat combatant atât în serviciul regulat cât și cel în rezervă a făcut parte dintr-un comando de jeepuri cu care a luat parte la trei războaie, fiind rănit în toate trei. 
În aceeași perioadă, s-a căsătorit cu Dalia Kolton și s-a mutat cu ea în kibuțul Beit Alfa. Kibuțul l-a trimis la studii la Seminarul pedagogic de muzică, unde a studiat pana in 1961 , apoi perfecționându-se până în anul 1964 cu compozitorul de muzica cultă, Paul Ben Haim (armonie și orchestrație) și cu dirijorul și compozitorul Gary Bertini (arta dirijatului). În anul 1962 Heiman a luat cu magna cum laude licența în muzică la Conservatorul (Academia de muzică) din Ierusalim.
La terminarea studiilor a înființat un cvintet instrumental la care a participat ca acordeonist. În acelaș timp a fost unul din întemeietorii și conducătorii ansamblului coral Givatron, care a inclus în repertoriul sau o parte din cântecele pe care le-a compus, cel mai cunoscut din ele fiind „Lean noshevet haruakh” („Încotro suflă vântul”), în două versiuni melodice.

## Anii de maturitate
Nahum Heiman a cultivat talentele unor tineri cântăreți israelieni debutanți cum au fost Hava Alberstein (pentru care a compus între altele cântecul „Kemo tzemah bar” (Ca o plantă sălbatică), duo Haparbarim (cărora le-a scris primele cântece -„ At,ani veharuah” - „ Tu, eu și vântul”, „Ilu kol haohavim” -„ Dacă toți îndrăgostiții” Rak hed kolech” - „Doar ecoul vocii tale” și Reah Tapuah odem shani” - Aromă de măr,  roșu ca purpura” )Aliza Azikri,Osnat Paz, mai târziu - cuplul Orna și Moshe Datz, și Hani Livne.
Nahum Heiman a beneficiat de o colaborare strânsă cu poetul Natan Yonatan, lansând împreună cu acesta zeci de cântece  care au devenit clasice pentru publicul israelian.
„Hofim” - (Țărmuri) (1957), „Shir ahava yashan” (Un cântec vechi de dragoste, cunoscut și ca "Anita și Juan”),  etc. În cântecul „Hofim”, Natan Yonatan a schimbat versurile originale pentru a ușura punerea lui pe note.
Heiman a compus și muzica la mai multe filme artistice - ca de pildă la „Un război  după altul”, al lui Micha Shagrir,  pentru care a scris melodia „Mirdaf”  - „Urmărire" pe versuri de Yaron London, și interpretat de Hava Alberstein. Una din melodiile cele mai apreciate ale lui Nahum Heiman, pentru flaut traversier, intitulată „Voiaj la Ierusalim” a fost compusă pentru filmul „Nu sunt nume pe uși”(1996) și e folosită la deschiderea programului de dimineață al canalului Reshet Bet al radiodifuziunii israeliene.
La sfârșitul anilor 1960, Nahum Heiman a plecat în străinătate, și a cunoscut succese internaționale când creații de-ale sale le-au interpretat cântăreți francezi sau stabiliți în Franța  ca Marie Laforêt, Nana Mouskouri, Serge Lama, Maxime Le Forestier, Mike Brant sau Rika Zarai, de asemenea cântărețul american Tony Bennett.
În anul 1977 a absolvit secția de muzică a Școlii de cinematografie din Londra. În capitala Angliei a condus o companie de discuri, Lamborghini Records.  De asemenea a compus muzica de film pentru seriale și filme britanice de cinema și televiziune, între care un serial TV de povestiri biblice, care i-a prilejuit colaborarea cu Orchestra Simfonică din Londra. 

În anul 1977 a înregistrat la Londra un album de melodii compuse pe texte de poeții israelieni Natan Alterman și Natan Yonatan, prelucrate de Carlos Miranda, câteva dinre ele intrând ulterior în repertoriul solistei Hava Alberstein („Nisipul va ține minte” -ebr. „Hahol izkor”, „Cântec pentru fiul meu”  - ebr.„Zemer livni”)  
După 16 ani de ședere în străinătate, s-a întors definitiv în Israel în anul 1984 și a realizat producția muzicală a spectacolului Hofim cu interpreți aflați la începutul carierei lor muzicale, ca Meir Banay, Moshe Datz, Hani Livne, și Lisa Lang. Vreme de trei ani a fost director al festivalului muzicii ușoare israeliene din orașul Arad de lângă Marea Moartă. După ce în anul 1999 a intrat în faliment și-a lichidat toate datoriile. În primii ani ai anilor 2000, Nahum Heiman a luat asupra sa un proiect de prezervare a patrimoniului muzicii ușoare ebraice și a întemeiat în anul 2002 „Asociația pentru patrimoniul cântecului ebraic ”  în cadrul căreia a produs seria de discuri „Nostalgia”, înregistrari digitale și retușate al cântecelor ebraice din trecut.
În anul 2009 i s-a decernat Premiul Israel, premiul de stat al țării sale.După ce a locuit cinci ani în Galileea, într-o mică așezare comunitară Mitzpe Hila, Nahum Heiman s-a mutat apoi, în centrul țării, în orașul Petah Tikva, împreună cu ultima sa soție, Vered.   
În ultimii ani ai vieții, după trei divorțuri, sănătatea i s-a deteriorat din ce în ce mai mult. În anul 2015 regizoarea Anat Goren a realizat un film documentar despre viața și activitatea sa.   
Heiman a murit la vârsta de 82 ani la Spitalul Meir din Kfar Saba   
Lui Heiman i s-au născut doi copii - Billy și Sea, și trei nepoți. Fiica sa, Sea Heyman, este o apreciată solistă de rock.

## Creații

### Discografie
- Albume

1970 - Butterflies (Isradisc)
1970 - Haoná  hahamishit (CBS) (Al cincilea anotimp)
1977 - Shirey Nahum Heiman (cântece pe texte de N.Alterman și Natan Ionatan) (GRP Records)
1992 - Ish hashirim (Omul cântărilor),  (Hed artzi)
- Colecții:

2005 - Cele mai bune cântece (Hameytav) NMC,
- Albume în colaborare:

2004 - Hofim ("Țărmuri) - privat
2000 - Ish hassid haya (Era un om pios)(cântece și refrene hasidice) Helikon
2000 - Etzbaot li (Degete am) MCI
1998 - Kemo tzemah bar (Ca o iarbă salbatică) Tritonus
1997 - Efrohim (Puișori) MCI
1995 - Hamishiyat Gilboa (cvintetul Ghilboa) Tritonus
1994 - Shirim mikav hahathalá (Cântece de la linia de start) Tritonus
1992 - Nahum Heyman - shirim ad kan (Cântece de până acum)  NMC
1992 - Hemdat ha'emek- mishirey Nahum Heyman (Farmecul văii  - din cântecele lui Nahum Heyman)
Hataklit
1991 - Shirey reshit haderekh  (Cântece de la început) , Hed Artzi
1987 - Sea Heyman ulehaká mekomit (Sea Heyman și o formație locală)
1984 - Meir Banay , ha'album harishon (Meir Banay, primul album) Hed Artzi
1982 - Ani rayiti yofi (Am văzut frumuseți) NMC   אני הולכת אלי   NMC  1979
1966 - Kol ha'ir merakhelet aleynu (Tot orașul ne vorbește) Israphone
1966 - Tzemed Darom (Duo Sud) , NMC
1965 - Zemer shel tiyul (Cântec de drumeție)
1965 - Male kos yain adom (Umple un pahar de  vin roșu) , Hed Artzi
1965 - Hedva veDavid (duo Hedva și David), Israphone
1961 - Shiboley paz (Spice de aur)
1961 - Lean noshevet haruah (Încotro bate vântul?)
1961 - Beni Amdurski - Israphone
- Shirim shenoldu lefanay (Cântece de dinaintea mea)
2004 - K'she'at ve'ha'aviv (Atunci când tu și primăvara) - privat
2004 - Onot hehalil (Sezoanele fluierului) - Maagarey hamuzika
2000 - Hava Alberstein shara layeladim (Hava Alberstein cântă penru copii) NMC
1998 - Kemo tzemah bar - Nahum Heyman, Haossef) Ca o iarbă salbatică - colecția Nahum Heyman  (Tritonus
1992 - Shirim ad kan (Cântece de până acum) NMC
1970 - Tel Aviv haktaná (Micul Tel Aviv) Israphone
1998 - Shvil hahalav (Calea lactee, pelicula sonoră a filmului), Phonokol
1967 - Zrayim shel mastik (Semințe de mastic)  NMC

### Muzică de film
A scris muzica la circa 100 filme de cinema și televiziune.
- în Israel:

„Cocoșul” („Hatarnegol”)
„Poveste intimă” („Sipur intimi”)
„Hasamba și hoții de cai” („Hasamba ve'shodedey hasusim”)
„Buzzz....”
„Cronică de dragoste ”(„Hronika shel ahava”)
serialul TV „Stop cardiac”  („Dom lev”) 2001

## Premii și distincții
- Premiul Yehuda Sharet - din partea Confederației Generale a muncii Histadrut (principalul sindicat israelian)
- Premiul „Pana de aur” a Asociației compozitorilor și autorilor din Israel
- Premiul Tapuz (Portocala) pentru reconstituirea de discuri din istoria cântecului ebraic (zemer ivri)
- "Steaua Knessetului" (Maggen Hakneset) pentru seria de discuri Nostalgia
- Distinctia  de merit pentru intreaga activitate - din partea Universității Bar Ilan din Ramat Gan
- Cântecul său, "Dragoste pe nisip"  אהבה בחולות  a fost ales drept cântecul centenarului orașului Tel Aviv,
- Premiul Israel (2009)
- Premiul Ofir pentru muzica de film 2004